# هیرده
هیرده (به هلندی: Heerde) یک شهرستان در هلند است که در خلدرلاند واقع شده‌است. هیرده ۷ متر بالاتر از سطح دریا واقع شده‌است.

## خواهرخوانده
شهر بالوه خواهرخواندهٔ هیرده هست.